# Carlos Rojas Gonzaléz

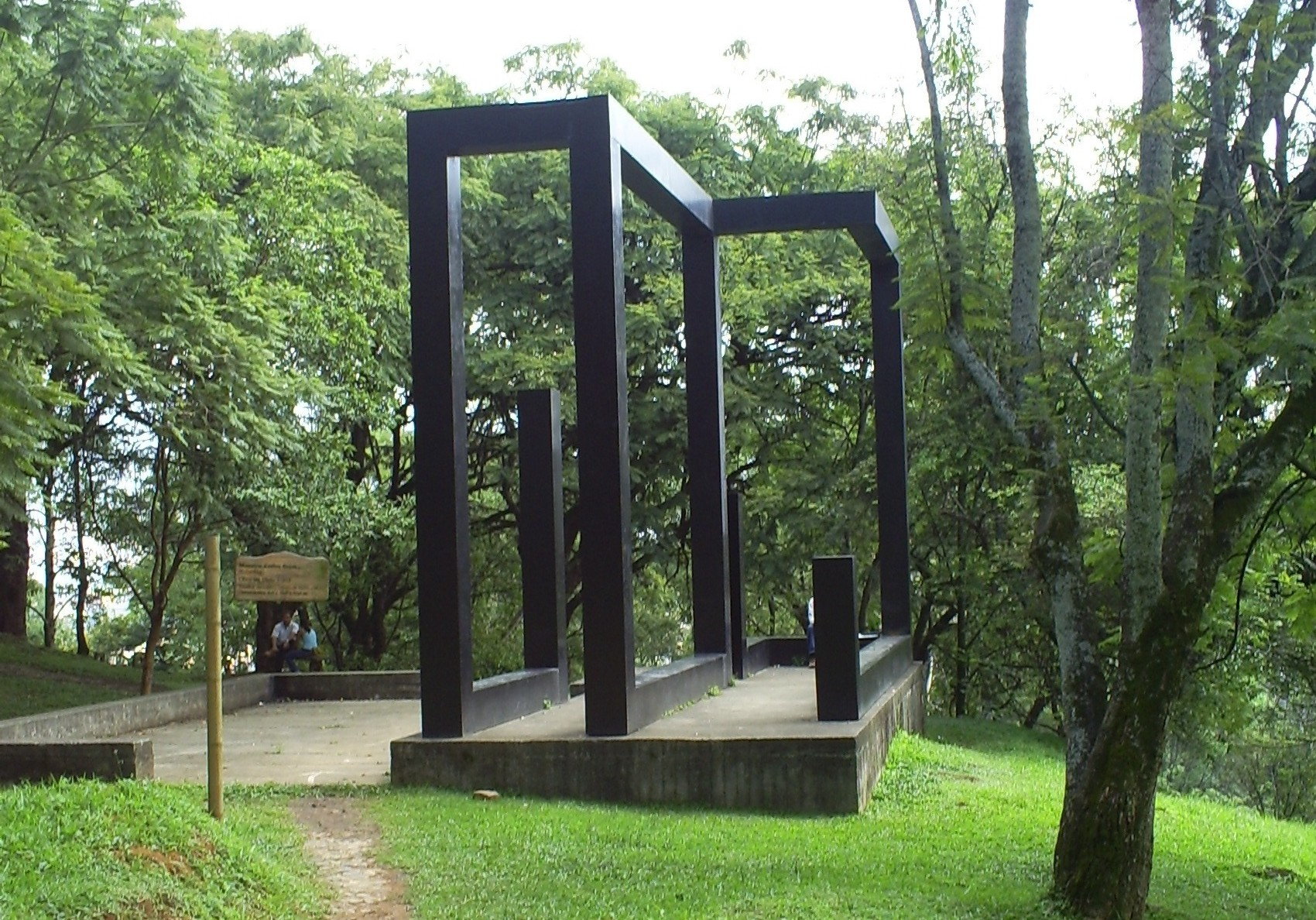
Sin Titulo, beeldenpark Parque de las Esculturas del Cerro Nutibara in Medellín

Carlos Rojas González (Facatativá, 9 november 1933) is een Colombiaanse schilder en beeldhouwer.

## Leven en werk
Rojas werd geboren in Facatativá in het departement Cundinamarca. Hij studeerde van 1953 tot 1956 architectuur aan de Universidad Javeriana de Bogotá en in de avonduren kunst aan de Universidad Nacional de Bogotá, beide in de Colombiaanse hoofdstad Bogotá. Rojas exposeerde vanaf 1957 in Colombia. Hij studeerde in 1958 met een beurs in Rome aan de Accademia di belli arti di Roma en toegepaste kunst en design aan het Instituto della arti del disegno. Aansluitend maakte hij een lange reis door Duitsland, Denemarken, Nederland, België en Frankrijk. Hij reisde via Canada naar de Verenigde Staten. Hij bezocht New York en woonde enige tijd in Washington, waar hij kennis maakte met de popart en het werk van Mark Rothko. Na terugkomst in Colombia doceerde hij aan verscheidene kunstopleidingen.
In 1958 nam Rojas namens Colombia deel aan de Biënnale van Venetië, evenals in 1982. In 1973 werd hij uitgenodigd voor de Biënnale van São Paulo. Rojas exposeerde in Noord- en Zuid-Amerika, Europa en Japan. Zijn werk is opgenomen in de collectie van het Museo de Bellas Artes de Caracas in Venezuela.